# The Inner Life of Martin Frost
The Inner Life of Martin Frost (bra: Kimera - Uma Estranha Sedução; prt: A Vida Interior de Martin Frost) é um filme hispano-luso-franco-estadunidense de 2007, escrito e realizado por Paul Auster, baseado no seu livro O Livro das Ilusões. 

## Sinopse
Um escritor de sucesso decide ir descansar sozinho para uma casa de campo, após a publicação do seu último romance. Ao acordar na manhã seguinte, ele encontra uma mulher deitada a seu lado. Quem será esta mulher que tão bem conhece a sua vida e o seu trabalho? Será uma musa verdadeira? Será sua imaginação? Ou, ainda, um fantasma que se introduziu na vida interior de Martin Frost?

## Elenco
- David Thewlis... Martin Frost
- Irène Jacob... Claire Martin
- Michael Imperioli... Jim Fortunato
- Sophie Auster... Anna James
- Paul Auster... Narrador